# بيل فلين (سياسي)
بيل فلين (بالإنجليزية: Bill Flynn)‏ هو سياسي أسترالي، ولد في 9 أكتوبر 1951 في دورست في المملكة المتحدة، وتوفي في 23 أبريل 2011 في أستراليا. حزبياً، نشط في أمة واحدة بقيادة بولين هانسون. في 2001 Queensland state election ‏، انتخب عضو المجلس التشريعي ولاية كوينزلاند عن دائرة Electoral district of Lockyer ‏ (6 مارس 2001 – 7 فبراير 2004).